# パッタイ
パッタイ（泰: ผัดไทย RTGS: phat thai ISO: p̄hạdịthy 発音 [pʰàt tʰāj] ( 音声ファイル)「タイ炒め」の意; 英: pad thai

）は、タイの屋台または地元の食堂で提供される、ライスヌードルを炒めた料理である。

## 概要

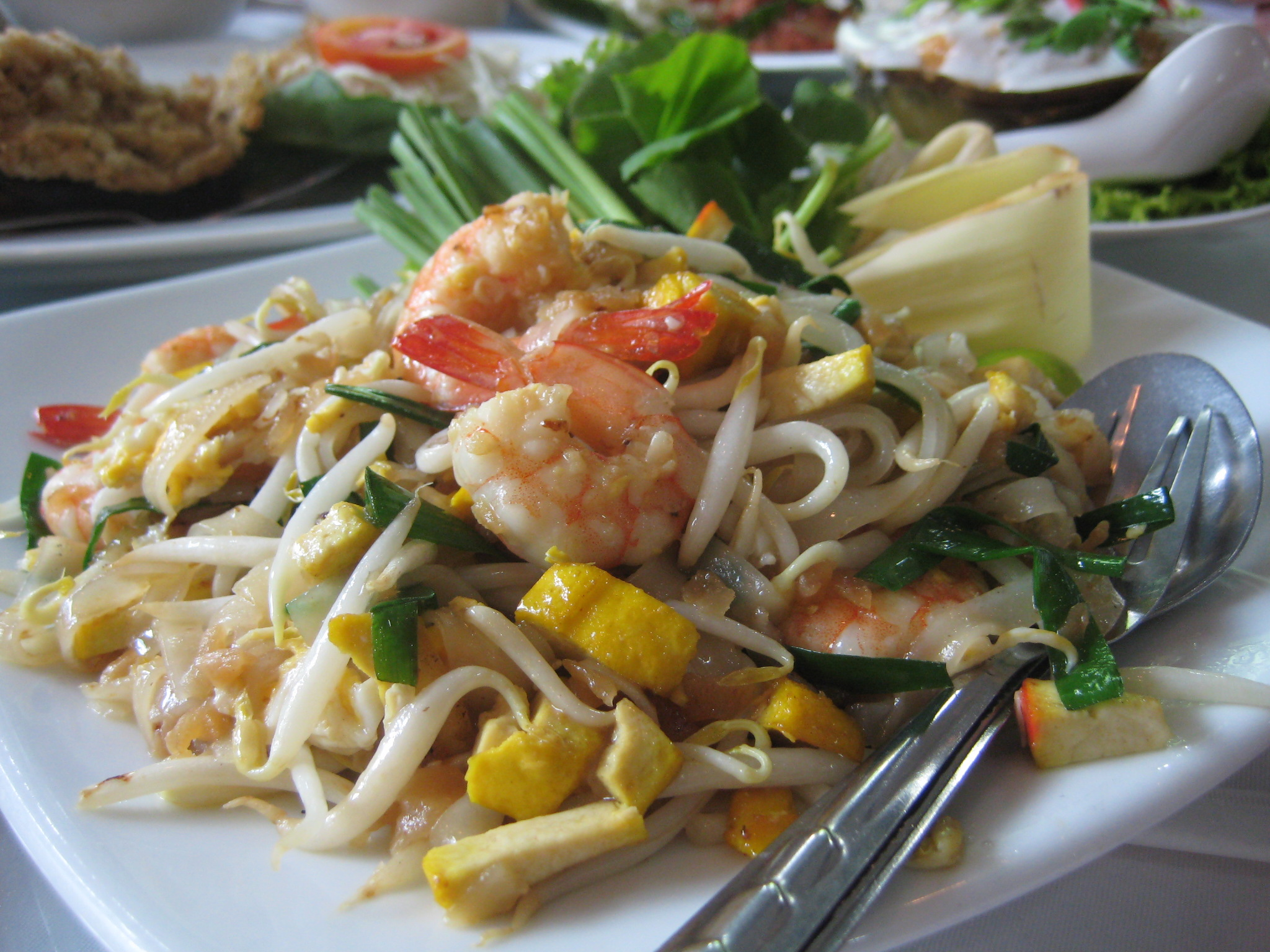
パッタイ

本来の名称は「クイティオ・パッ・タイ」で、ライスヌードルのタイ風炒めという意味である。ライスヌードルの種類（太さ）によって、センヤイ・パッ・タイ、センレク・パッ・タイ、センミー・パッ・タイといった呼び分けもされる。ライスヌードルの代わりに中華麺を用いた場合は「バーミー・パッ・タイ」となる。
乾麺のライスヌードルを戻したものに、鶏卵および小さく切った豆腐を加えて中華鍋その他の大鍋で炒め、タマリンド果肉、ナンプラー、干しエビ、ニンニクまたはエシャロット、赤唐辛子およびパームシュガーで調味し、ライムおよび刻んだローストピーナッツを添えて提供される。モヤシ、ニラ、ラディッシュまたはカブの漬物、バナナの花といった他の野菜が加えられたり、生エビ、カニ、イカ、鶏肉その他のタンパク質系食材が加えられたりすることもある。また、赤唐辛子、ライム、ローストピーナッツ、モヤシその他の生野菜など、薬味として多数の食材が添えられる。好みで、ナンプラーや酢などの卓上調味料でさらに味を付けてから食べることもある。
鶏卵は具材の一つとして炒められることが多いが、薄焼き卵でライスヌードルとその他の具材を包んだバージョンもある。
エビを省いて、ナンプラーの代わりにシーユーを用いたベジタリアン向けのパッタイも存在する。
パッタイに用いられる食材や調理法には、中国やベトナムの文化の強い影響が認められる。例えば豆腐や干しエビは中国由来の食材であり、またパッタイに用いられるセンチャンというライスヌードルはベトナムのフォーに類似している。しかし、パッタイに用いられる調味料はタイ由来のものであり、これがパッタイをタイ料理として特徴付けている。

## 歴史
ライスヌードルを炒めた料理は、アユタヤ王朝時代に、中国またはベトナムの商人によりアユタヤに持ち込まれていたが、パッタイが現在のような形で確立したのは1930年代に入ってからのことである。
1930年代、タイでは第二次世界大戦の戦乱および洪水のためにコメ不足に陥った。タイ政府は当時の首相プレーク・ピブーンソンクラーム（ピブーン）の指揮のもと、国民に対し、国内でのコメの消費量を抑えるため、コメを粒食するのではなく、より入手しやすいライスヌードルを食べることを奨励した。同時期に、ピブーンは、愛国主義的文化改革政策を実行し、文化・経済における華人の影響力を弱め、ナショナリズムを高揚させようと試みていた。ピブーンはそのような政策の一環として、国民食コンテストを開催しており、このコンテストで優勝した料理は現在のパッタイに非常に似た形のライスヌードル料理であった。このコンテストでライスヌードル料理が優勝したのには、華人文化の影響の強い小麦麺の消費を抑えたいという政府の思惑もあった。1945年の11月7日、タイ政府は、パッタイをタイの新たな国民食であると宣言した。
第二次世界大戦後、タイは不況による高い失業率に苦しむこととなった。ピブーンは失業対策として国民がライスヌードルの製造・調理に従事することを奨励し、レシピを配布することさえした。これ以降、パッタイは、都市部・農村部を問わず、タイ全土において国民の間に広く定着した。

## 世界的な普及

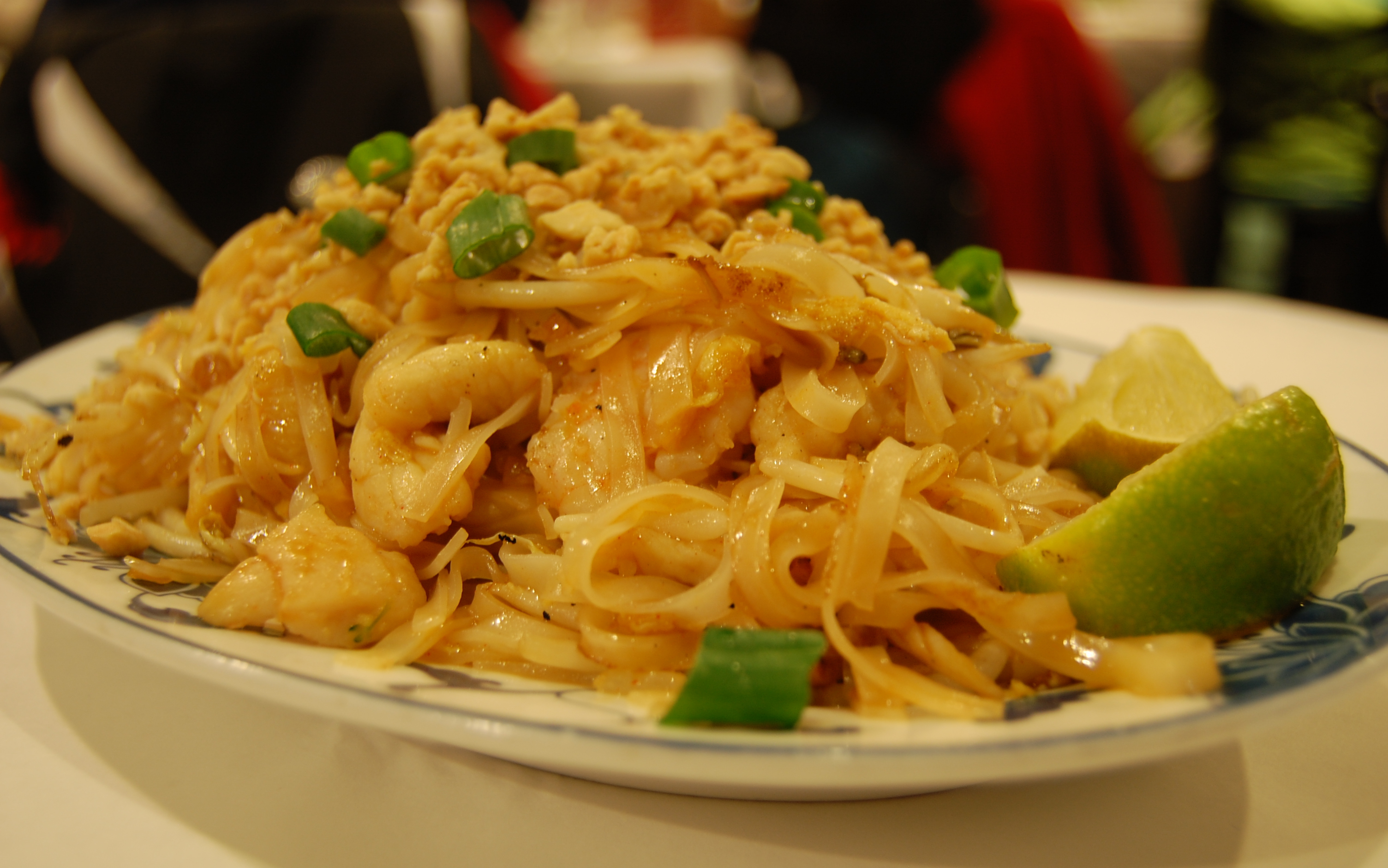
パッタイ

1960年代から1970年代にかけて、ベトナム戦争の間に多数の米軍兵士が休養地としてタイを訪れたことにより、外国人顧客を対象としたタイ料理レストランが作られはじめ、タイ料理が外国人にも知られるようになった。その後2002年から、当時の首相タクシンは、タイ料理を観光資源として用いるため、タイ料理レストランの出店を奨励する政策を取るようになった。この政策の一環として、タイ政府は良質なレストランに賞を与えるようになった。受賞したレストランは政府が売り出したいタイ料理のイメージに沿った料理を提供することを求められ、そのような料理にパッタイも含まれていた。
2010年代現在、パッタイはタイ国外のタイ料理レストランでも広く提供されており、タイ料理初心者の間でも人気がある。カセサート大学およびジョージア大学の研究者らがアメリカの消費者を対象に行った調査では、パッタイはトムヤムクンに次いで人気のあるタイ料理である。CNN Goが2011年に実施したWorld's 50 most delicious foodsの読者人気投票においても、パッタイは５位にランクインしている。

## 日本での生産
炊飯米を硬くするアミロースの含有量が多い米の品種「越のかおり」は、冷めると硬くなりやすいため、それが欠点となり、生産量が年々落ち込んでいたが、逆に、米の麺として加工した場合、茹でても溶けにくく、麺離れが良いという利点となり、パッタイなど米の麺の原料として、新たな需要が喚起されている。